# 相良徳三
相良 徳三（さがら とくぞう、1895年8月4日 - 1976年8月21日）は、日本の美学美術史学者、成城大学名誉教授。

## 来歴
鹿児島県鹿児島市船津町出身。京都帝国大学美学美術史学科卒。東京日日新聞、成城高等学校、日本大学、北京師範大学、宮崎大学で教え、成城大学教授、1966年定年退任、名誉教授。美学・美術史などを研究、文芸評論や英文学の翻訳もおこなった。伊集院 斉の別名を使った。

## 著書
- 優留那 （文武堂書店 1917年）
- ラファエロ 泰西名画家伝 第6 （日本美術学院 1921年）
- 子供の美術史 エヂプトから現代まで 児童図書館叢書 第12篇 （イデア書院 1924年）
- 日本美術史 飛鳥時代より明治時代まで 児童図書館叢書 第10篇 （イデア書院 1925年）
- ミレー （アルス (アルス美術叢書) 1925年）
- 美学史 文科大学講座 第9巻 （イデア書院　1929年）
- 文学概論 文科大学講座 第10巻 （イデア書院 1929年）
- 私の欧洲土産話 （玉川学園出版部 (児童図書館叢書) 1931年）
- 展望車の窓から （伊集院斉 大畑書店、1934年）
- 欧洲美術の歴史 エヂプトから現代まで 絵入文化叢書 第1 （清和書店 1936年）
- レアリズム 近代美術思潮講座 第1巻 （アトリヱ社 1937年）
- 美術と文化 （中央公論社 1941年）
- 美の教養 （愛之事業社 1942年）
- 大衆文学論 （伊集院斉 桜華社出版部、1942年）
- 西洋絵画発達史 （三笠書房 (学芸全書) 1949年）

## 翻訳
- 美の原理 （ヘンリー・マーシヤル 大村書店 (大村論文叢書) 1921年）
- 教育芸術の理論と実際 上巻 （エルンスト・ウエーベル イデア書院 1927年）
- 思想の達し得る限り （バアナアド・シヨウ 岩波文庫 1931年）
- 喜劇論 （ヂオーヂ・メレデイス 岩波文庫 1935年）